# December 2007
Dit artikel geeft een chronologisch overzicht van belangrijke gebeurtenissen per dag in de maand december van het jaar 2007.

## Gebeurtenissen

### 1 december
- De Colombiaanse regering maakt een op de FARC buitgemaakte brief van de sinds 2002 door deze communistische guerrillabeweging vastgehouden Colombiaanse politica Íngrid Betancourt openbaar; hierin schrijft ze dat ze er niet goed aan toe is. Gisteren werd een buitgemaakte recente video van haar en vijftien andere gegijzelden vrijgegeven.
- In België geeft formateur Yves Leterme er na 174 dagen voor de tweede maal de brui aan en geeft zijn formatieopdracht terug aan koning Albert.
- Bij een Israëlische luchtaanval nabij de stad Khan Younis in de Gazastrook komen vijf leden van Hamas om het leven.
- Het Indonesische eiland Sumatra wordt opgeschrikt door een aardbeving van 6,3 op de schaal van Richter. Het epicentrum ligt 33 km ten zuidwesten van de stad Singkil Baru.
- Bij een aanval van Al Qaida op een sjiitisch dorpje nabij de Iraakse stad Baquba vallen tien doden.
- Op twee kalkoenboerderijen nabij Płock, in het centrum van Polen, wordt H5N1-vogelgriep vastgesteld.
- Het Turkse leger voert in het noorden van Irak een offensief uit tegen Koerdische rebellen. De PKK ontkent echter dat er slachtoffers zijn gevallen.
- De Chinese Zhang Zi Lin wordt in eigen land verkozen tot Miss World 2007.
- De Verenigde Staten komen door de winst van de broers Bryan in het dubbelspel op een onoverbrugbare 3-0-voorsprong en winnen voor de 32e keer de Davis Cup.

### 2 december
- Een voorgestelde wijziging van de Venezolaanse grondwet wordt per referendum door een kleine 51 procent van de stemmers afgewezen. Indien aangenomen, had de socialistische president Hugo Chávez zijn macht kunnen uitbreiden en onbeperkt herkozen kunnen worden.
- Bij gevechten in het noorden van Sri Lanka zijn tijdens het weekend van 1 en 2 december minsten vijftig Tamilrebellen en vijf regeringssoldaten omgekomen.
- Bij gevechten in de zuidelijke Afghaanse provincie Kandahar zijn op 1 en 2 december minstens 40 talibanstrijders gedood.
- Vijf Egyptenaren komen om bij een brand op een cruiseschip op de Nijl.
- Verenigd Rusland, de politieke partij van president Vladimir Poetin, wint met 64% van de stemmen de verkiezingen voor de Russische Doema en krijgt 315 van de 450 te verdelen zetels, voldoende om de Russische grondwet te kunnen aanpassen. Waarnemers van de OVSE leveren kritiek op de stembusgang.

### 3 december
- Uitzendbureau Randstad wil concurrent Vedior overnemen en heeft daar 3,51 miljard euro voor over. Als de overname doorgaat, wordt Randstad-Vedior met een omzet van zeventien miljard euro het op een na grootste uitzendbureau ter wereld.
- Als een gebaar van goede wil richting president Mahmoud Abbas van de Palestijnse Autoriteit en in verband met de op 27 november gehouden vredesconferentie in de Amerikaanse plaats Annapolis laat Israël 429 Palestijnse gevangenen vrij. Het betreft voornamelijk aanhangers van Abbas' partij Fatah. Abbas had om de vrijlating van 2000 gevangenen verzocht.
- In de badplaats Nusa Dua op het Indonesische eiland Bali begint een VN-conferentie over de opwarming van de Aarde. Er zal gesproken worden over een vervolg op het Kyoto-protocol uit 1997.
- De Belgische koning Albert benoemt premier Guy Verhofstadt tot informateur. Zijn liberalen hebben weliswaar de verkiezingen verloren maar de Belgische formatie zit na het terugtreden van Yves Leterme (CD&V) als formateur zodanig in het slop dat de koning Verhofstadt weer van stal heeft gehaald. De huidige, demissionaire regering-Verhofstadt krijgt wat meer mogelijkheden om dringende knelpunten op te lossen (bijvoorbeeld de begroting voor 2008) maar kan niet bogen op een parlementaire meerderheid.
- Door een Britse universiteit wordt de vondst bekendgemaakt van de meest complete dinosauriër ooit. Het prehistorische dier is zelfs in het bezit van de huid en de schubben. Het gaat om een in 2004 in de Verenigde Staten aangetroffen Brachylophosaurus, een soort die 67 miljoen jaar geleden zou hebben geleefd.

### 5 december
- Tijdens een schietpartij in de Westroads Mall, een winkelcentrum in de Amerikaanse stad Omaha (Nebraska), komen negen mensen om het leven, onder wie de schutter zelf. Vijf anderen raken gewond, van wie twee nog in kritieke toestand verkeren.
- Bij het Drentse Coevorden komt een trein van de Nederlandse Spoorwegen op een beveiligde overweg in botsing met een tractor met oplegger en ontspoort. Wikinieuws

### 7 december
- Jack de Vries (39) wordt per 18 december de nieuwe Nederlandse staatssecretaris van Defensie. Hij volgt CDA-partijgenoot Cees van der Knaap (56) op, die per 21 januari 2008 burgemeester van Ede wordt.

### 8 december
- De Wit-Russische Aleksej Zjigalkovitsj wint met zijn lied S druzyami het Junior Eurovisiesongfestival 2007. Nederland wordt 11e, België 15e.
- Koningin Beatrix benoemt kardinaal Simonis bij zijn afscheid als aartsbisschop van Utrecht en voorzitter van de Nederlandse Bisschoppenconferentie tot Ridder Groot Kruis in de Orde van Oranje-Nassau vanwege zijn grote betekenis voor de Nederlandse samenleving en de katholieke kerk in de wereld.

### 10 december
- De Belgische koning Albert vraagt Guy Verhofstadt snel een interim-regering voor dringende zaken te vormen. Een half jaar na de federale verkiezingen zit het land nog steeds zonder volwaardige regering.
- Cristina Fernández de Kirchner legt de eed af als nieuwe president van Argentinië. Ze volgt haar echtgenoot Néstor Kirchner op.

### 11 december
- Paus Benedictus XVI benoemt bisschop Wim Eijk (54) van het bisdom Groningen-Leeuwarden tot de nieuwe aartsbisschop van Utrecht en daarmee tot hoofd van de Nederlandse kerkprovincie. Eijk staat bekend als streng in de leer. Hij zal op 26 januari 2008 officieel worden geïnstalleerd.
- Ter bestrijding van Palestijnse militanten valt het Israëlische leger met tanks en bulldozers de door Hamas beheerste Gazastrook binnen en voert in het noorden een luchtaanval uit. Zes Palestijnen komen bij deze zware militaire operatie om en zestig worden in hechtenis genomen.
- Leden van de Noord-Afrikaanse tak van het islamistische terreurnetwerk Al Qaida plegen twee zelfmoordaanslagen in Algiers. De ene is gericht tegen het plaatselijke kantoor van de VN-vluchtelingenorganisatie UNHCR, de andere tegen het Constitutionele Hof van Algerije. Ten minste 31 personen (waaronder vijf buitenlanders) komen hierbij om en 177 raken gewond.
- Ex-president Alberto Fujimori (69) van Peru wordt in zijn land vanwege tijdens zijn presidentschap (1990-2000) gepleegde huisvredebreuk tot zes jaar gevangenisstraf en een schadevergoeding van 135 000 dollar veroordeeld. Fujimori gaat in hoger beroep.

### 12 december
- Een Apachehelikopter botst in het donker bij Hurwenen tegen een hoogspanningskabel, waardoor de kabels in de rivier de Waal terechtkomen. Circa 100 000 mensen in de Tieler- en Bommelerwaard komen daardoor twee dagen zonder elektriciteit te zitten en het scheepvaartverkeer op de drukstbevaren rivier in Europa raakt gestremd.
- De Belgische kinderarts Etienne Sokal heeft aan de Universiteit van Louvain-la-Neuve een vaccin tegen klierkoorts ontwikkeld. Het vaccin werkt het best als men het op zeer jonge leeftijd krijgt toegediend.
- De luxe cruiseschepen Queen Elizabeth 2 en de nieuwe Queen Victoria meren beide af in de haven van Rotterdam.
- In Rotterdam wordt een "Polentop" gehouden over de problematiek rondom de aanwezigheid van Poolse gastarbeiders in Nederland. Veel grote gemeenten wonen deze bijeenkomst bij.
- De Libanese generaal François al-Hajj en zijn lijfwacht worden het slachtoffer van een bomaanslag in Baabda. Al-Hajj voerde medio 2007 het bevel over een succesvolle, langdurige militaire operatie tegen islamistische militanten die zich hadden verschanst in het Palestijnse vluchtelingenkamp Nahr al-Bahred in Noord-Libanon. Hij gold als de tweede man in het Libanese leger.

### 13 december
- De regeringsleiders van de 27 lidstaten van de Europese Unie tekenen in Lissabon het Hervormingsverdrag van de Europese Unie. Doel van dit verdrag is een betere bestuurbaarheid van de vergrote EU.
- Arnoldo Alemán, oud-president van Nicaragua (1997-2002), moet in hoger beroep toch een twintig jaar lange gevangenisstraf vanwege corruptie, verduistering en witwassen uitzitten.

### 15 december
- In Nederland gaan de voetbalwedstrijden Feyenoord–AZ en, een dag later, Ajax–PSV niet door in verband met politiestakingen. Henk Kesler van de KNVB roept minister van Binnenlandse Zaken Guusje ter Horst hierop op niet op de eisen van de agenten in te gaan, waarop de Raad van Hoofdcommissarissen excuses eist van Kesler.

### 16 december
- Het Britse leger draagt het bevel over de Zuid-Iraakse provincie Basra over aan het Iraakse leger. Enkele duizenden Britse militairen zullen nog in Basra aanwezig blijven, voornamelijk om het Iraakse leger verder op te leiden. De afgelopen tijd is het geweld in zuidelijk Irak beduidend minder geworden.

### 17 december
- De Belgische premier Guy Verhofstadt wordt benoemd tot formateur. Hij moet een interim-regering Verhofstadt III vormen die zich met de belangrijkste zaken zal bezighouden. Verhofstadt wil deze interim-regering niet langer laten duren dan tot 23 maart 2008.
- Bijna zeventig landen plus de belangrijkste internationale organisaties wonen in Parijs een donorconferentie voor de in slechte staat verkerende Palestijnse Gebieden bij. In totaal wordt er meer dan vijf miljard euro toegezegd.
- Zuid-Europa heeft al een paar dagen last van een ongewone koudegolf. De kou is afkomstig uit Oost-Europa. Zo sneeuwt het in Griekenland, in Zuid-Italië en op de hoger gelegen delen van het eiland Mallorca, en komt de minimumtemperatuur in Noord-Spanje op min zes graden uit.
- Saoedi-Arabië verleent gratie aan het veroordeelde slachtoffer van de Verkrachtingszaak van Qatif.

### 18 december
- Joelija Tymosjenko (47) wordt met een meerderheid van één stem in het Oekraïense parlement verkozen tot premier van Oekraïne. In 2005 was ze ook reeds premier.
- De zaak Natalee Holloway wordt vanwege gebrek aan bewijs gesloten.
- Bij aanvallen door de Israëlische luchtmacht op de Gazastrook komen dertien Palestijnen om het leven. Het gaat om elf militanten van de Islamitische Jihad en twee van de Hamas. Israël beschuldigt deze Palestijnse terreurorganisaties van het afschieten van raketten en mortiergranaten op Israëlisch grondgebied.

### 19 december
- De conservatief Lee Myung-bak wint de presidentsverkiezingen in Zuid-Korea. Hij zal op 25 februari Roh Moo-hyun opvolgen.
- In het Groningse dorpje 't Zandt wordt een twintigjarige man aangehouden die verantwoordelijk wordt gehouden voor de achttien brandstichtingen die 't Zandt de voorbije vier maanden te verduren kreeg. Hij werd samen met zijn vriendin betrapt bij de poging de negentiende brand te stichten.
- Vlaanderen kondigt smogalarm af, geldig tot 21 december 's avonds. Op alle autosnelwegen en ringwegen wordt de snelheid beperkt tot 90 km/h.
- Het is de eerste keer in het winterseizoen van 2007-2008 dat er in Nederland op natuurijs wordt geschaatst; de eerste marathonijswedstrijd van het seizoen vindt in het Twentse dorp Haaksbergen plaats.
- Op de eerste dag van de actie Serious Request werden drie dj's door prins Willem Alexander in het Glazen Huis op het Plein opgesloten.
- Marcus Stephen volgt Ludwig Scotty op als president van Nauru.

### 20 december
- De Nederlandse oud-PvdA-politicus Jan Pronk (67) wordt per 1 januari 2008 de nieuwe voorzitter van het Interkerkelijk Vredesberaad. Als IKV-voorzitter wil hij zich vooral gaan richten op jongeren; hij meent bij dezen een toegenomen belangstelling voor internationale ontwikkelingen en vredesvraagstukken te bespeuren.

### 21 december
- Philips neemt voor 3,6 miljard euro Respironics over, een Amerikaans bedrijf dat apparatuur tegen slaapapneu vervaardigt. Het betreft de grootste overname die Philips ooit heeft gedaan.
- De Haarlemse rechtbank veroordeelt Willem Holleeder (49) in de extra beveiligde rechtbank te Amsterdam-Osdorp tot negen jaar cel voor de afpersing van Kees Houtman, Willem Endstra en Rolf Friedländer. Het Openbaar Ministerie had twaalf jaar geëist.
- Het Schengengebied, dat deel van Europa waarbinnen men zonder paspoortcontroles de onderlinge grenzen kan overschrijden, is vanaf middernacht met de volgende negen landen uitgebreid: Estland, Letland, Litouwen, Polen, Tsjechië, Slowakije, Hongarije, Slovenië en Malta.
- De tussentijdse regering-Verhofstadt III wordt in het Brusselse Kasteel van Laken door koning Albert II van België beëdigd en zal tot 23 maart 2008 de belangrijkste lopende zaken behartigen. De regeringsformatie heeft 194 dagen geduurd, de langste ooit in België.

### 22 december
- Tanja Nijmeijer, een Nederlandse guerrillastrijdster in dienst van de Colombiaanse guerrillabeweging FARC, is vanwege het verlies van haar dagboek waarin negatieve passages over deze beweging staan, door de FARC in hechtenis genomen en zal binnenkort worden berecht. >>meer informatie

### 23 december
- De 240 jaar oude monarchie van Nepal zal in april 2008 worden afgeschaft, zo besluiten de belangrijkste Nepalese politieke partijen. Het Nepalese koningshuis verloor in ernstige mate zijn populariteit vanwege de koningsmoord in 2001 en het buitenspel zetten van het parlement in 2005 door de nieuwe koning Gyanendra.
- Aanhangers van de in 2006 door het leger verdreven premier Thaksin Shinawatra winnen de parlementsverkiezingen in Thailand.

### 24 december
- Bij een brand in een Chinees restaurant in de Zeeuwse plaats Arnemuiden komen vier zusjes om het leven.
- De actie Serious Request 2007 voor het Rode Kruis bereikt op de laatste dag een totaalbedrag van € 5.249.466,-.
- Oppositie van de planeet Mars. Hij had een schijnbare boogseconden van 15,8.

### 26 december
- Het grootste vrachtvliegtuig ter wereld, de Antonov An-225, landt op de Zwanenburgbaan van Luchthaven Schiphol.

### 27 december
- De Pakistaanse oppositieleidster en oud-premier Benazir Bhutto komt om het leven bij een aanslag in Rawalpindi, dezelfde plaats waar haar vader Ali Bhutto in 1979 werd opgehangen. Wikinieuws
- FAO, de Voedsel- en Landbouworganisatie van de Verenigde Naties, rapporteert dat de prijzen van landbouwproducten in 2007 gemiddeld met veertig procent zijn gestegen; in 2006 bedroeg de stijging negen procent. Volgens de FAO is dit nooit eerder voorgevallen en zijn de oorzaken gelegen in de klimaatverandering en de hoge brandstofprijzen.

### 28 december
- Met de eerste Nederlandse gipsvlucht van dit wintersportseizoen landen dertien vakantiegangers vanuit Oostenrijk op Rotterdam Airport.

### 30 december
- In Brussel wordt het vuurwerk met nieuwjaar vanwege terreurdreiging afgelast.

### 31 december
- In Kenia breken rellen uit nadat Mwai Kibaki wordt uitgeroepen tot winnaar van de presidentsverkiezingen.

← · januari · februari · maart · april · mei · juni · juli · augustus · september · oktober · november · december ·  →